# 페테르센 그래프

페테르센 그래프(Petersen graph)는 10개의 꼭짓점과 15개의 변이 있는 무방향 그래프이다. 페테르센 그래프는 율리우스 페테르센의 이름을 따서 지어졌다.

## 같이 보기
- 일반화 페테르센 그래프